# Veikko Karvonen
Pour les articles homonymes, voir Karvonen.
Veikko Karvonen, né le 5 janvier 1926 et décédé le 1er août 2007 à Turku, est un athlète finlandais spécialiste du marathon. Il remporta la médaille de bronze du marathon olympique de 1956 à Melbourne et fut sacré champion d'Europe de la discipline en 1954 à Berne.

## Palmarès

### Jeux olympiques
- Médaille de bronze sur le marathon en 1956 à Melbourne en 2 h 27 min 47 s

### Championnats d'Europe
- Médaille d'argent sur le marathon en 1950 à Bruxelles en 2 h 32 min 45 s
- Médaille d'or sur le marathon en 1954 à Berne en 2 h 24 min 52 s

### Marathon de Boston
- Vainqueur de l'édition de 1954 en 2 h 20 min 39 s

### Marathon de Fukuoka
- Vainqueur de l'édition de 1955 en 2 h 23 min 16 s